# Conus jourdani
Conus jourdani é uma espécie de gastrópode do gênero Conus, pertencente à família Conidae.